# Trichoscypha
Trichoscypha é um género botânico pertencente à família Anacardiaceae.